# 築地反射炉

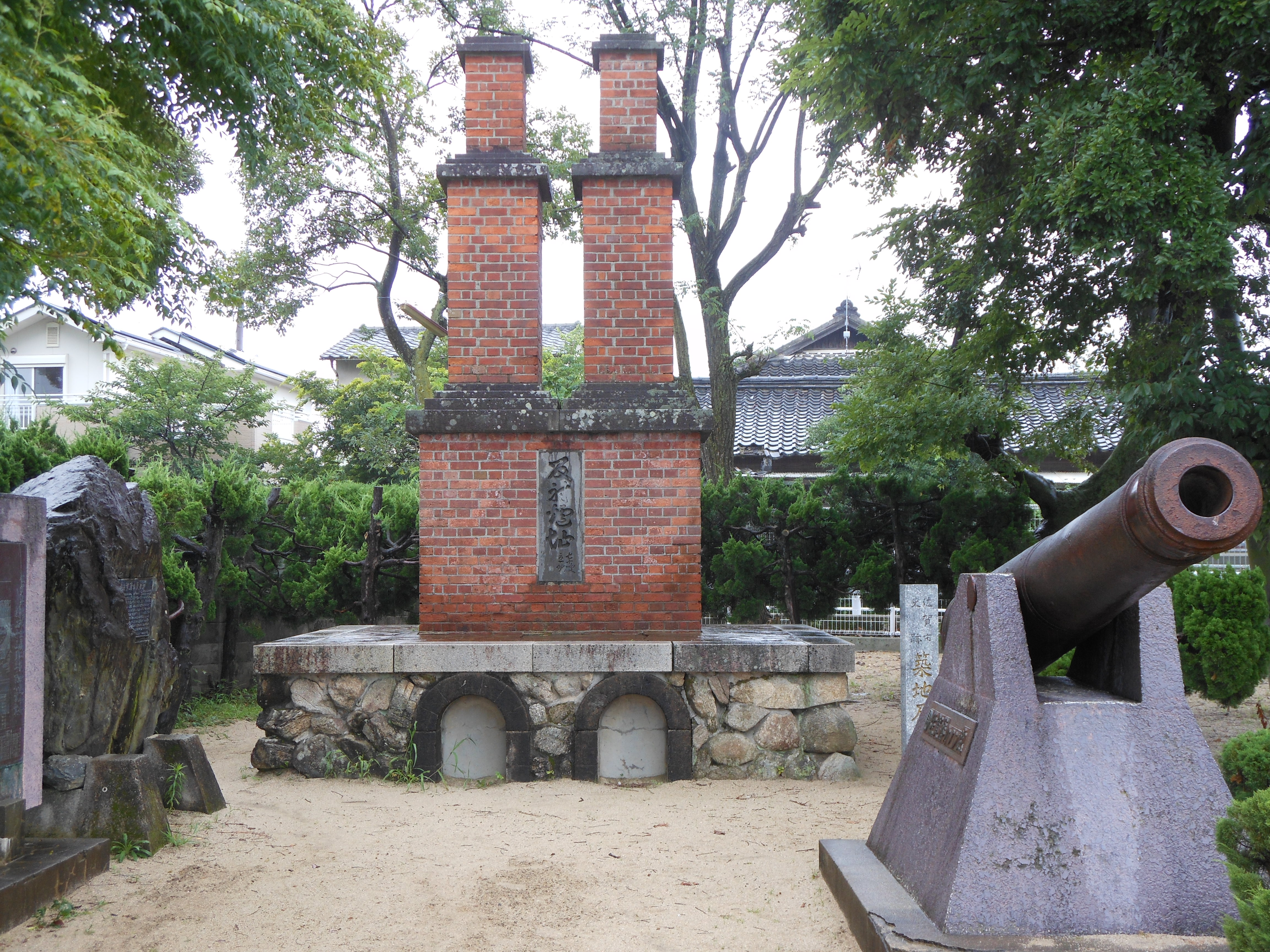
日新小学校敷地内にある築地反射炉跡の縮小復元模型と記念碑。中央は煉瓦造りの反射炉復元模型、右は24ポンドカノン砲の復元模型。

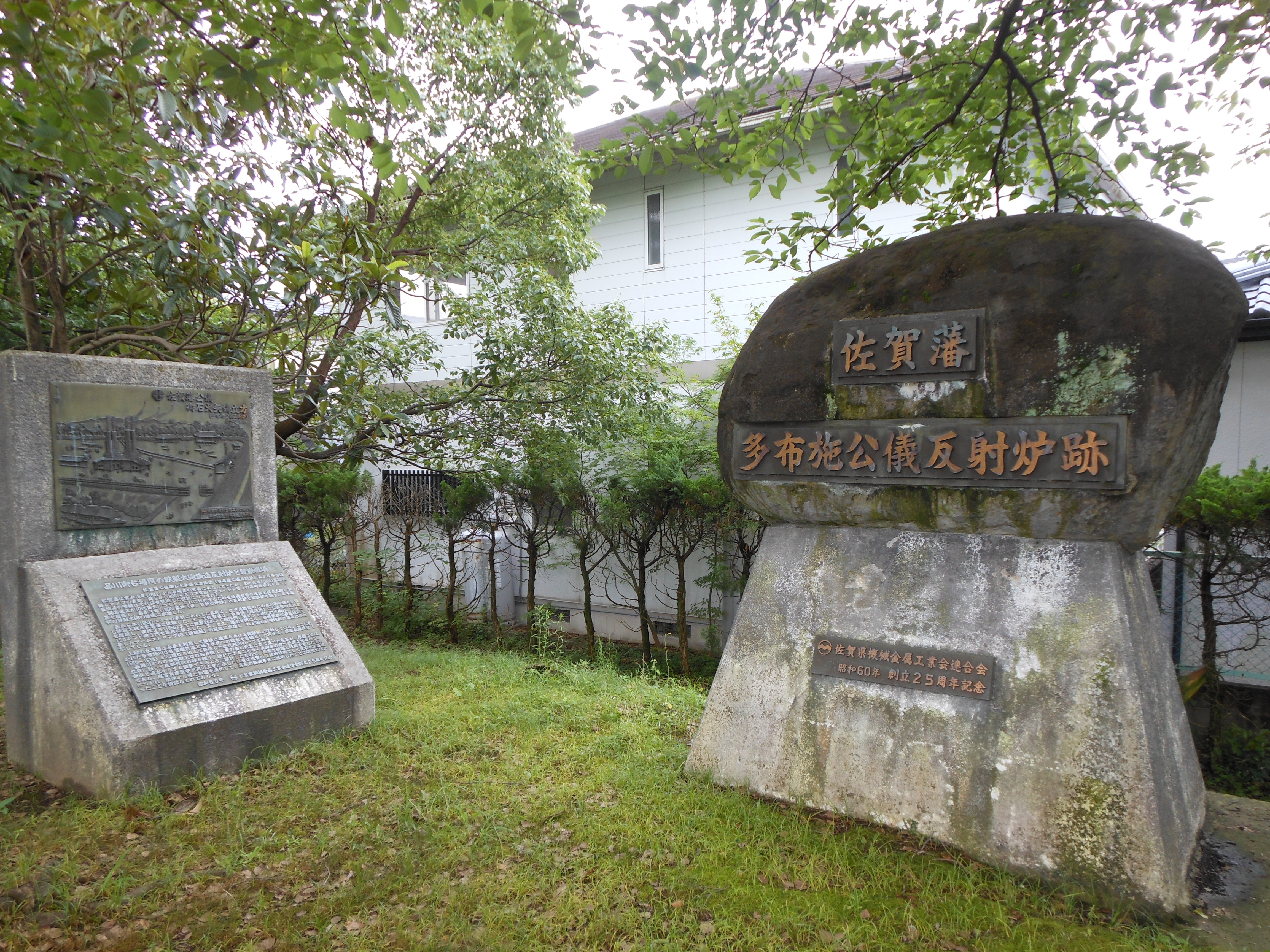
多布施反射炉跡の記念碑

築地反射炉（ついじはんしゃろ）は、幕末期に佐賀藩が設置した反射炉で、現在の佐賀県佐賀市長瀬町にあった。海防の必要性が高まっていた時代、鉄製の洋式大砲を鋳造するために築造され、1850年に日本初の実用反射炉として完成、1851年に日本で初めて鉄製大砲を鋳造した。
なお当項目では、後に現在の佐賀市伊勢町に増設された多布施反射炉（たふせはんしゃろ）についても記述する。

## 歴史

### 背景
佐賀藩の第10代藩主鍋島直正は、折から藩政改革や西洋の科学技術の導入を積極的に行っていた。また、佐賀藩は福岡藩とともに長崎警備を担当していたが、1804年（文化元年）のレザノフ長崎来航や1808年（文化5年）のフェートン号事件では当事者として危惧を感じ、また1840年 - 1842年のアヘン戦争で清がイギリスに敗れたという情報も入ってくる。
そのような中、海防への懸念を募らせた直正は弘化4年（1847年）、江戸幕府老中の阿部伊勢守に海防の必要性を献策した。しかし、翌嘉永元年12月（1849年1月頃）の返答で却下されたため、独自に海防強化策を実施することを決める。その内容は、長崎に近い伊王島と神ノ島で砲台（台場）を増設するとともに、当時主流の青銅砲をより強力な鉄製大砲に置き換える為に大砲の鋳造を行うことであった。そのために、反射炉を築くこととなった。
当時の日本の製鉄はたたら製鉄や甑（こしき）炉により行われていたが、たたら製鉄による和銑は加熱時の流動性が低く成分にむらがあり脆かった。また、甑炉は小型であり容量が小さかった。大砲の鋳造には、反射炉によって質の良い銑鉄を大量に処理することが必要とされていたのである。

### 蘭書
当時参考とされたのは、オランダのヒュゲーニン(Ulrich Huguenin)による技術書『ロイク王立製鉄大砲鋳造所における鋳造法(Het Gietwezen in's Rijks Ijzer - geschutgieterij te Luik)』である。この書は高島秋帆の手により1836年頃初めて日本に輸入されたとされるが、翻訳は行われていなかった。直正はこの翻訳を命じ、藩の蘭方医であった伊東玄朴とその弟子杉谷雍介、池田才八によって訳本『銕砲全書』が著された。この訳本が完成したのは嘉永2 - 3年（1850 - 1851年）頃と考えられている。また同時期に手塚律蔵訳の『西洋鉄熕鋳造篇』、嘉永5年（1853年）に金森建策訳の『鉄熕鋳鑑』がそれぞれ別に著されている。
実は、『ロイク王立製鉄大砲鋳造所における鋳造法』に記されている手法は、まず鉄鉱石を溶鉱炉で溶かして銑鉄を作り、それを反射炉で再溶解して砲身を鋳造し、それから鑚開台で砲腔を空けるというものであった。しかし、日本でこれを読んだ者の多くは、原料は、砂鉄を原料とする日本在来のたたら製鉄で十分だろうという認識であったため、反射炉の築造が焦点となった。ちなみに、そのような中で南部藩の大島高任は当初から溶鉱炉の必要性にこだわり、釜石・大橋において日本初の高炉の本格操業に漕ぎ着けている。

### 反射炉の築造と試行錯誤

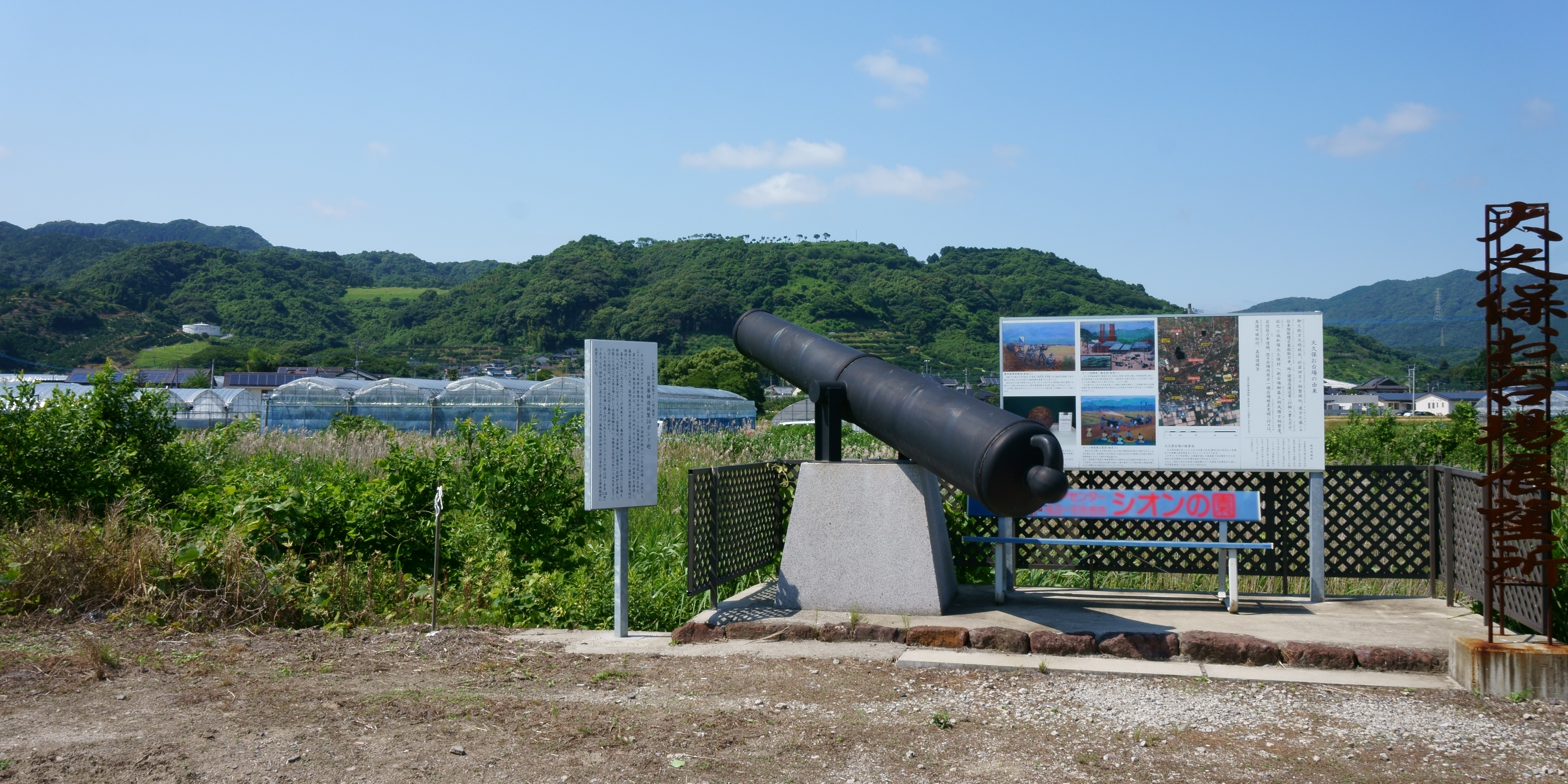
試射が行われた大久保台場跡（佐賀市大和町川上）

直正は嘉永3年6月（1850年7月頃）、藩の砲術研究を担う組織「火術方」を分割し、大砲製造を行う「大銃製造方」を新たに設けて反射炉の築造にあたらせた。大銃製造方の長には火術方の責任者であった本島藤太夫を任命、また副長に杉谷雍介と田中虎太郎（技術）を任命した。この3名に加えて、馬場栄作（和算家）、田代孫三郎（会計）、谷口弥右衛門（鋳工頭梁）、橋本新左衛門（刀鍛冶）の7名は後に反射炉の成功に貢献した「御鋳立方の七賢人」と呼ばれている。
直正は一方で、伊豆韮山代官の江川英龍が主催する「江川塾」に協力を要請した。江川は1849年に小型の実験反射炉の試作を行っていた上、高島秋帆から西洋砲術を学んでいたからである。既に、天保14年（1843年）に直正の命で本島を江川と下曽根金三郎の下に派遣し西洋砲術を学ばせていた過去もあった。本島は、嘉永3年1月（1850年2月頃）に韮山の江川の下を訪ね長崎砲台の増設計画について相談を行ったほか、同年3月（同4月頃）再び訪ねて西洋砲術を学んでいる。
反射炉の築造は、佐賀城の北西にある築地（ついじ、現在の佐賀市長瀬町）にて嘉永3年7月（1850年8月頃）に始まり、同年11月（同12月頃）に1基が完成した。12月4日（1851年1月5日）に火入れ、12月12日（同1月13日）に1回目の鋳造、嘉永4年2月2日（同3月4日）に2回目の鋳造を行ったが、いずれも失敗した。原料には刀剣を用いたと記録されており、原料鉄の質の重要性は既に認識されていたと考えられる。失敗の要因としては炉の温度が低かったことと考察されており、温度を上げる取り組みが行われた。
そして、嘉永4年4月10日（1851年5月10日）、5回目の鋳造で初めて鉄砲1門の鋳造に成功した。しかし、数日後試射を行ったところ砲身が破裂してしまった。残骸の断面を見ると気泡がみられたといい、鉄質が未だ不均一であった。この後も、鋳造に成功しても試射で破裂する例が後を絶たず、射手などが死亡する事故が続出した。良質の鉄の鋳造が出来るようになって軌道に乗ったのは、嘉永5年5月2日（1852年6月19日）の14回目の鋳造であった。この間、錐鑚台（砲身を繰り抜く機械）や、その動力としての水車などが設けられ、嘉永4年10月（1851年11月頃）に2号炉、嘉永5年4月（1852年6月頃）に3・4号炉が増設されている。同年6月11日には全4基を稼働させて36ポンド砲を鋳造した。

### 増産
先の成功例が伝えられると、幕府も反応を示した。嘉永6年（1853年）黒船来航後の8月（同9月頃）、幕府は佐賀藩に、品川台場向けの鉄製大砲50門の製造を依頼した。これを受けた藩は、銃砲製造関係の既存施設があった多布施に新たな反射炉の増設を決定する。多布施反射炉（公儀石火矢鋳立所、こうぎいしびやいたてしょ）は安政元年3月27日（1854年4月24日）に操業を開始した。
安政2年（1855年）7月最初の納入では、完成した大砲16門を輸送中、暴風雨により輸送船2隻中1隻が大砲と共に沈没する災難もあった。安政6年（1859年）までに50門を幕府に納入し、そのうち42門が品川台場に配備された。
多布施反射炉は、安政6年11月（1859年12月頃）まで操業したことが分かっている。また、築地反射炉は遅くとも、安政4年7月（1857年8月頃）には操業を停止していたことが分かっている。操業を終えるまでの約9年間、鋳造が完了しなかったものや鋳造後破裂してしまったものを含めて、計138門の鉄製大砲を鋳造した。また、特に長崎の砲台に早期に必要な分などは鉄製大砲では間に合わないため青銅砲で補っており、両反射炉では青銅砲も鋳造した。鉄の大砲と青銅砲を合わせると、300門近くを鋳造したとされている。
| 規格        | 鋳造時期  | 納入先 | 門 |
| ----------- | --------- | ------ | -- |
| 8ポンド砲   | 1851-1852 | 佐賀藩 | 10 |
| 24ポンド砲  | 1853-1858 | 幕府   | 45 |
| 24ポンド砲  | 1856      | 佐賀藩 | 3  |
| 30ポンド砲  | 1857-1859 | 佐賀藩 | 30 |
| 36ポンド砲  | 1852-1854 | 佐賀藩 | 9  |
| 36ポンド砲  | 1854-1858 | 幕府   | 34 |
| 80ポンド砲  | 1854-1856 | 佐賀藩 | 4  |
| 150ポンド砲 | 1859      | 幕府   | 3  |

なお、1858年にはオランダから圧延機を輸入して使用した記録がある（日本最初の圧延機）。この圧延機をはじめとした設備類は、後に一度幕府に献納され、明治政府に移管、明治4年（1871年）に久留米に開設された赤羽製鉄寮（のちの赤羽工作分局）に引き継がれた。

### 稼働終了と跡地利用
多布施反射炉については、反射炉の操業を止めた後は銃砲関係の作業場として稼働したが、それがいつまでだったのかは明らかになっていない。築地反射炉については、操業を止めた後は田畑になった。ただし「大銃製造方」自体は存続しており、文久元年（1861年）に蒸気機械を導入した記録があるほか、戊辰戦争前後に大砲を生産していた記録がある。その後、両地ともに、大正時代の末には、地表に何の痕跡もない状態になっていたと考えられている。築地反射炉跡は明治40年代に土地が売却され、小学校（現在の佐賀市立日新小学校）となった。

## 諸藩への影響
築地での大砲鋳造成功が伝えられると、同様に近代化を行っていた各藩に刺激を与え、反射炉を築造していた藩からは技術協力の要請もあった。安政元年閏7月（1854年9月頃）には水戸藩からの要請に応じ、力武弥右衛門が派遣された。安政2年8月23日（1856年9月21日）には長州藩が鋳造法の伝授を求めたが、研究途上であるとともに人員が不在だとしていったん断っている。ただ、後に本島が一部対応している。安政3年6月13日（1856年7月14日）には福井藩の村田氏寿が多布施反射炉を視察した。安政2年12月27日（1856年1月22日）には幕府から韮山反射炉へ技術者を派遣するよう通達が出され、安政4年1月（1857年2月頃）には田代や杉谷ら数十人が派遣された。

## 特徴
築地反射炉は、試験炉として初期は部分操業を行いつつ、実用炉を目指して徐々に整備されていった。形式としては連装2基4炉で、4炉はL字型に配置された。水車動力を必要としたため、天祐寺川沿いに設けられた。一方の多布施反射炉は、当初より実用炉として整備された。こちらも連装2基4炉だが、配置はH字型であった。また、こちらも同様に多布施川沿いに設けられた。
反射炉の操業と大砲の製造には多額の費用がかかった。ある年の佐賀藩の財政を見ると、大砲・火薬・弾の製造費用が年間歳入の4割にも上った記録がある。このような出費を可能にしたのは、鍋島直正が幕末に行った藩政改革により藩の財政が好転していた成果だと見られている。

### 耐火煉瓦
反射炉の炉体は1500℃程度の高温に曝されるため、耐火煉瓦を如何に製造するかが重要であった。佐賀藩の反射炉では、煉瓦の焼成に有田焼の職人が持つ伝統技術が活用されたと考えられている。煉瓦の原料には、杵島郡や藤津郡の土が用いられた。また、煉瓦造りの現場では、瓦職人や左官が雇われてその技術が用いられた。

### 原料
なお、反射炉で用いた原料鉄にどのような材料をどれくらいの比率で用いたかは、正確には明らかになっていない。原料鉄には一定の質が求められたので、西洋の鉄を輸入して用いたという説と、国産の和鉄を甑炉で一度溶融して改質した後に反射炉で再溶融したという説がある。なお、和鉄については、佐賀藩では従来より石見産の鉄を用いており、反射炉でも石見から鉄を船で運んで使用した記録が残っている。
また、炉の燃料には、主に日向や肥後の木炭を用いたという記録がある。

## アームストロング砲
佐賀藩では、イギリスからアームストロング砲を輸入するとともに、独自での製造を試みた。文献によっては鋳造に「成功した」とするものもあるが、成否については意見が分かれているのが実情である。なお、佐賀藩が有していた同砲は戊辰戦争の上野の戦いや奥羽方面の戦闘で使用され威力を発揮した。

## 鋳造砲の現在
鋳造された大砲の多くは太平洋戦争時の鉄の供出などで失われ、現存していない。東京都渋谷区の戸栗美術館には、東京の旧鍋島邸にあった24ポンドカノン砲を譲り受けたものが展示されている。この大砲について美術館は佐賀藩製であると伝えているが、調査では1820年代のアメリカ製であるという報告がなされている。なお、佐賀県立博物館前には、戸栗美術館所蔵のカノン砲をモデルとした複製模型が展示されているほか、佐嘉神社では150ポンドカノン砲とアームストロング砲の復元模型が展示されている。

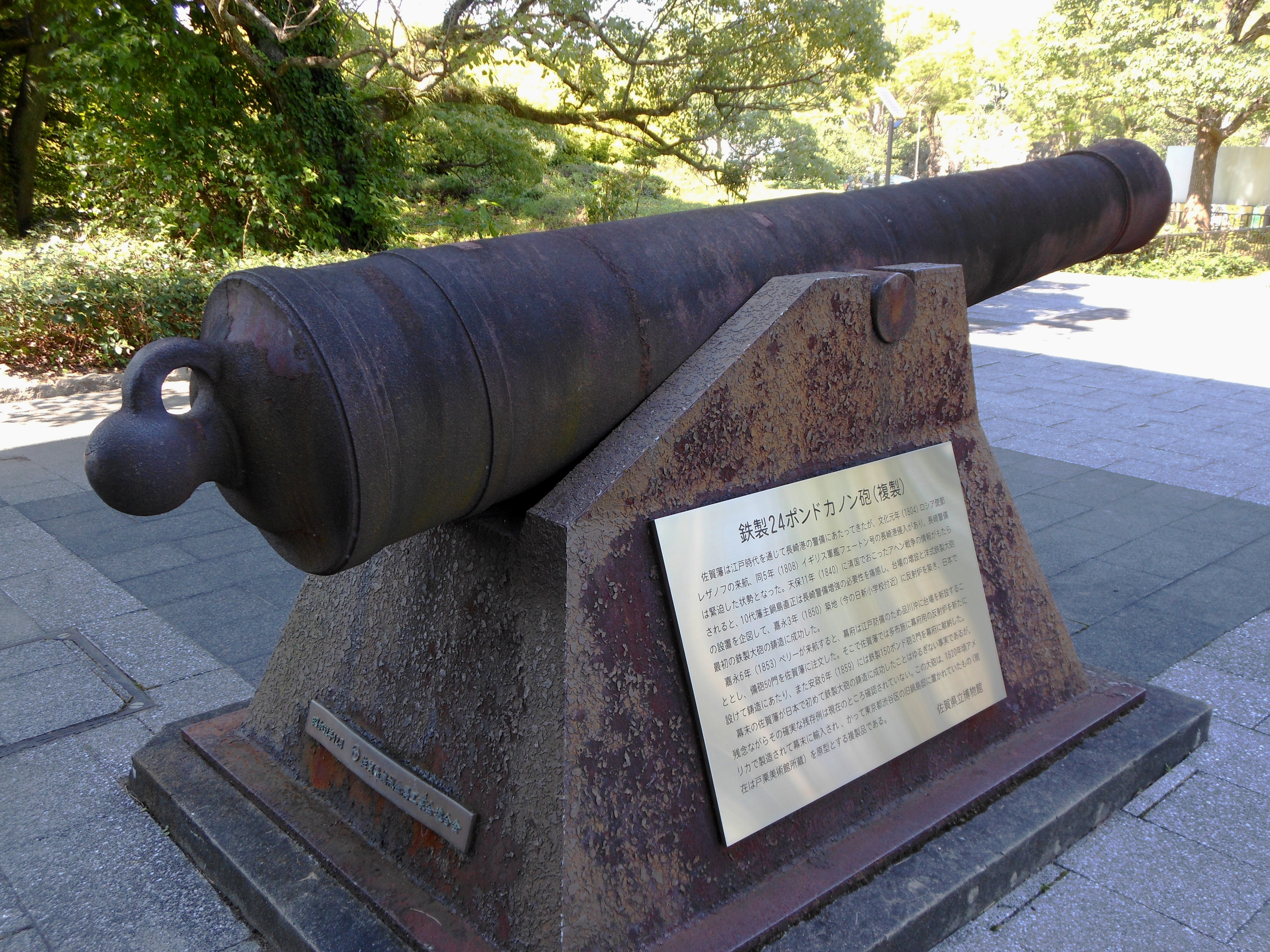
24ポンド砲模型・佐賀県立博物館
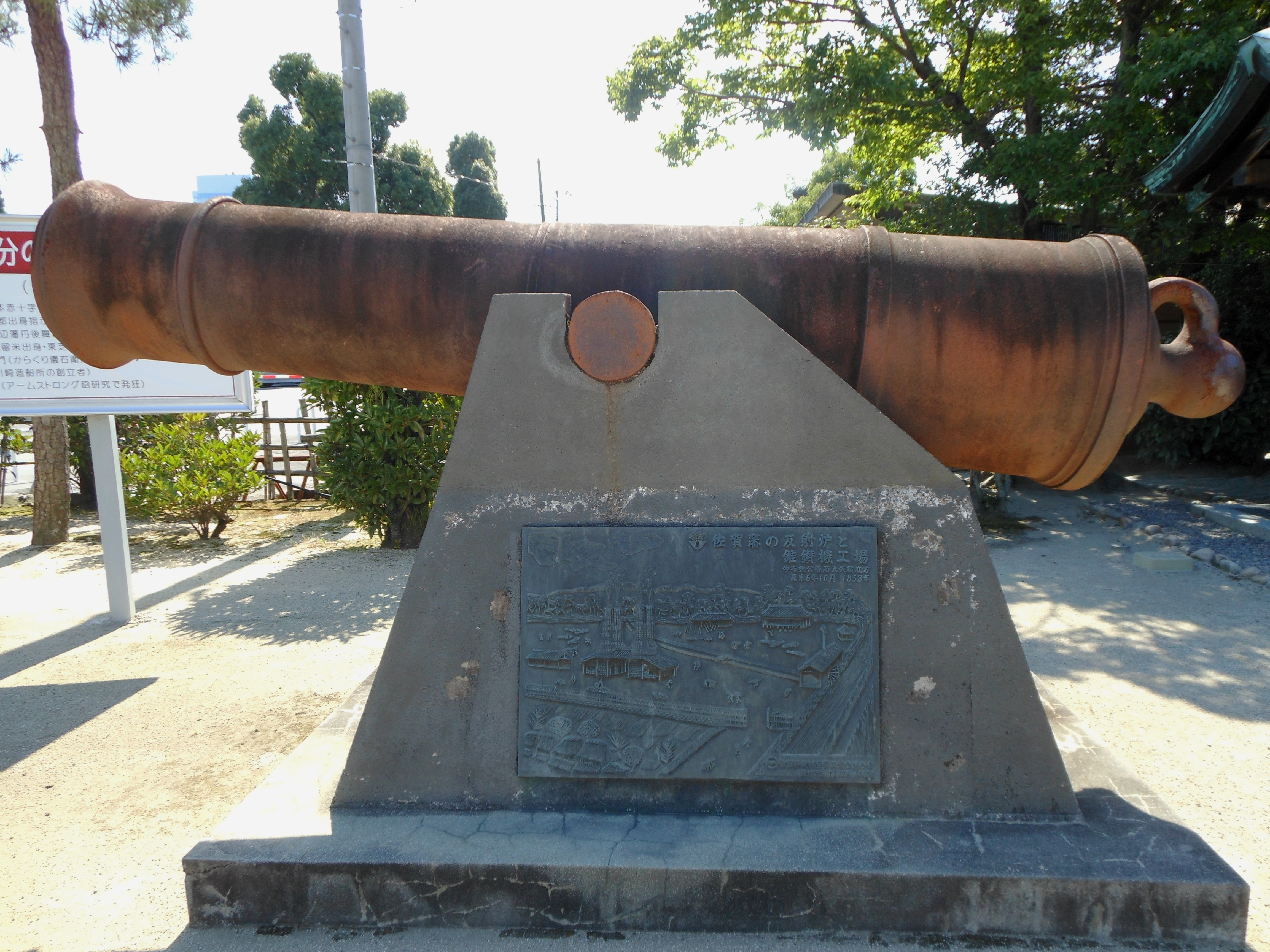
150ポンド砲模型・佐嘉神社
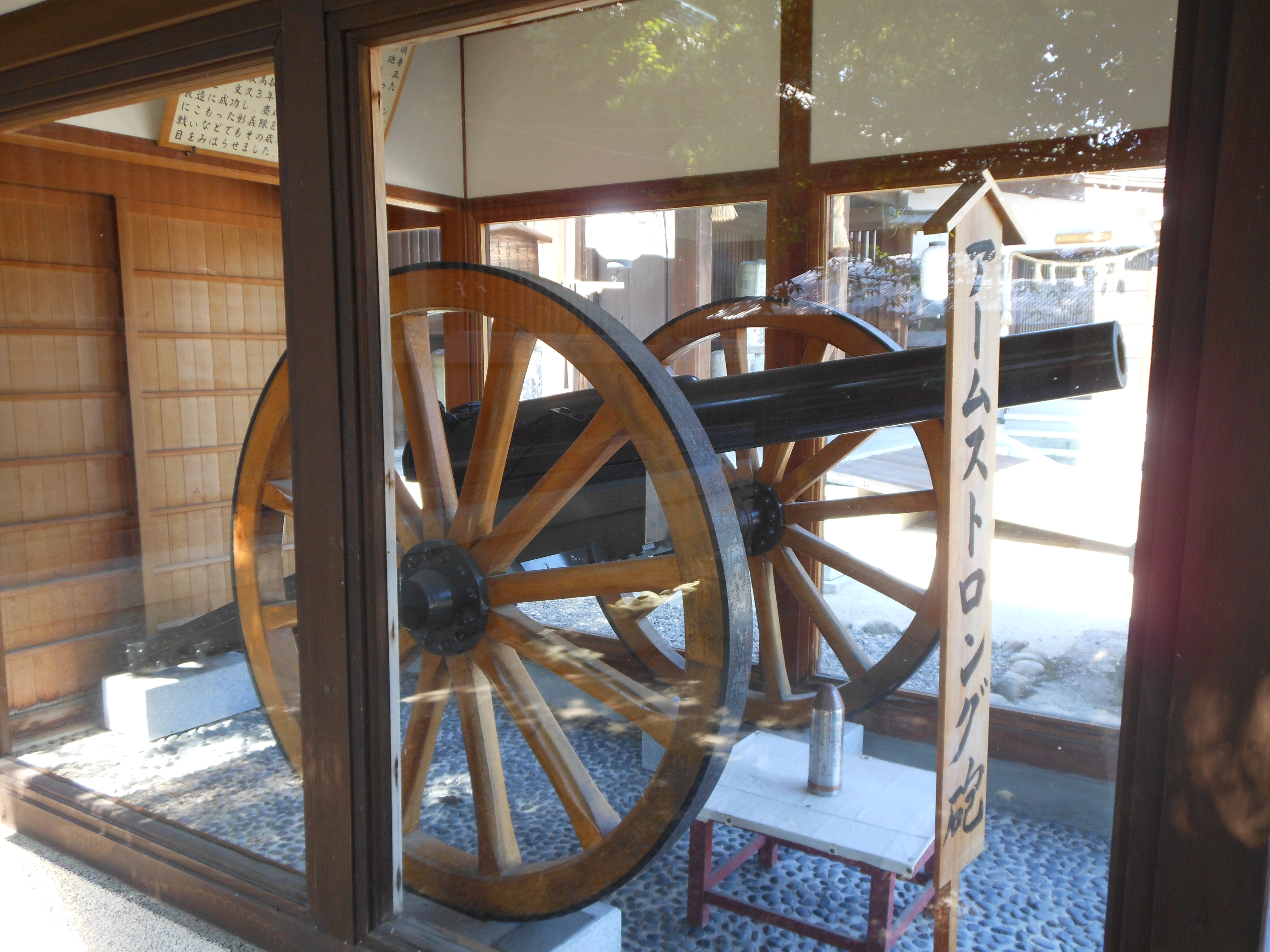
アームストロング砲模型・佐嘉神社

## 史跡指定・顕彰
佐賀市長瀬町となった築地反射炉の跡地（佐賀市立日新小学校の敷地および一部民家の敷地を含む）は、「築地反射炉跡」として1967年（昭和42年）に佐賀市の史跡に指定された。

1977年には鉄製24ポンドカノン砲の復元模型が設置されている

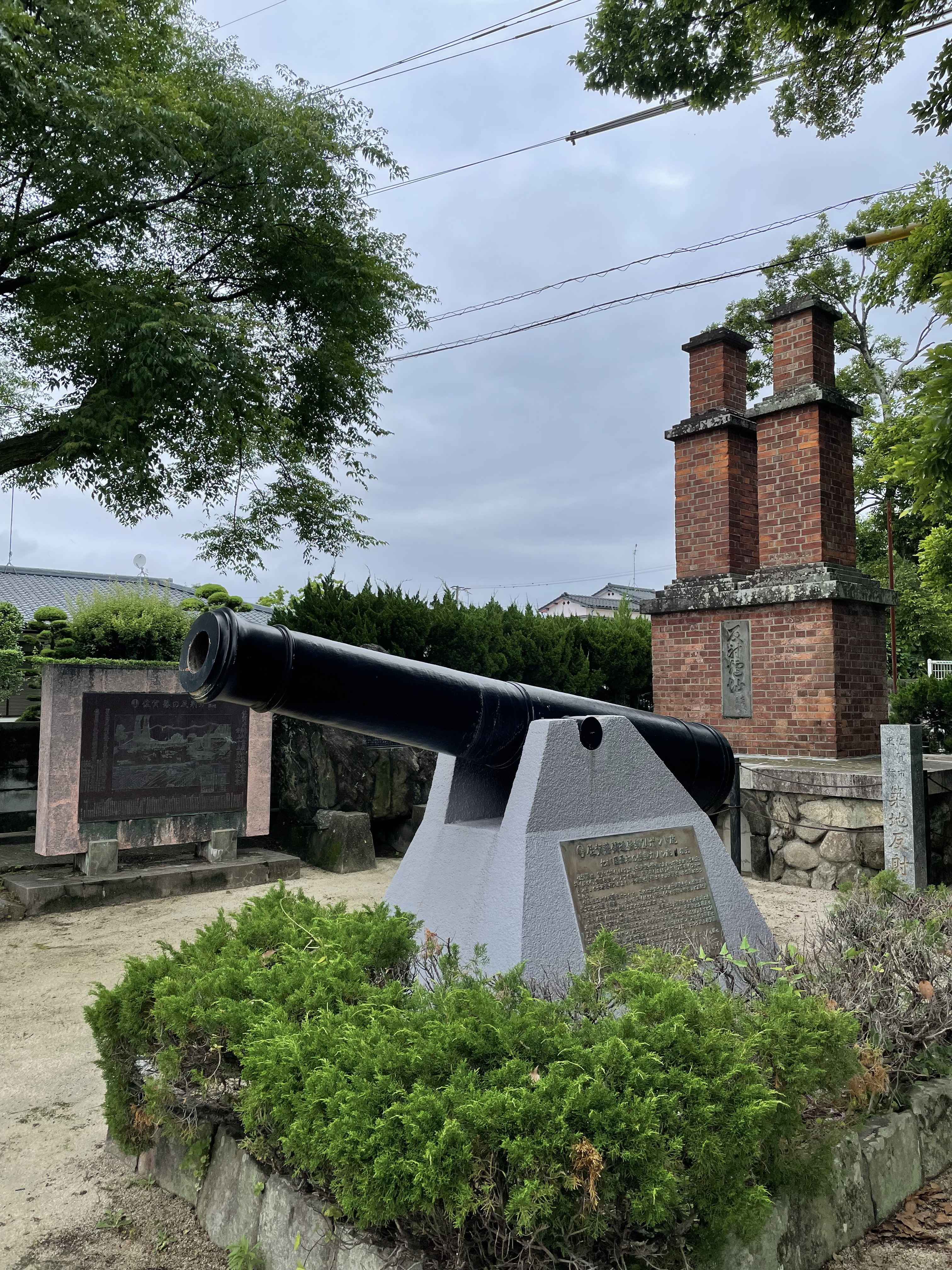
築地反射炉とカノン砲・日新小学校
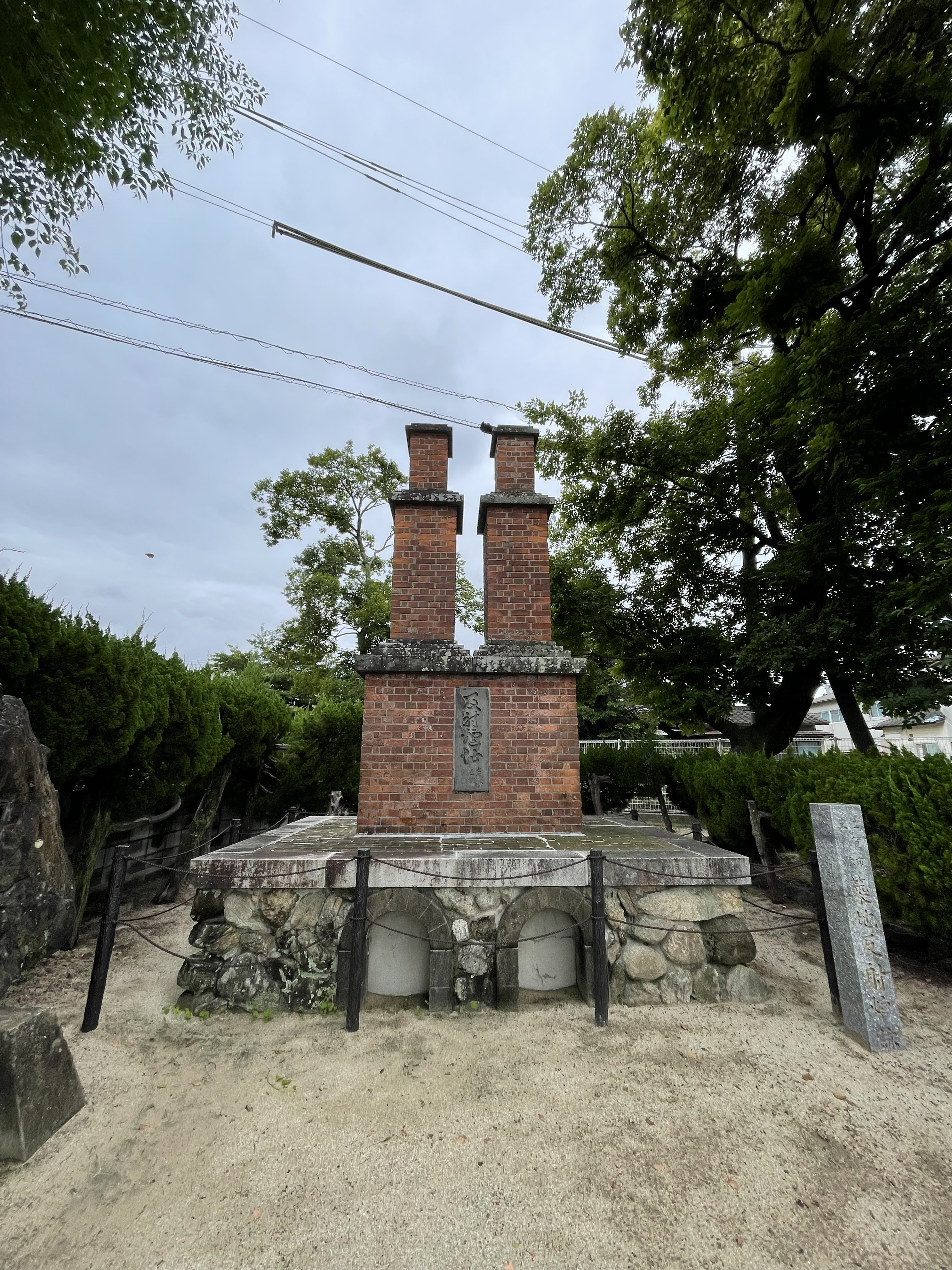
築地反射炉・日新小学
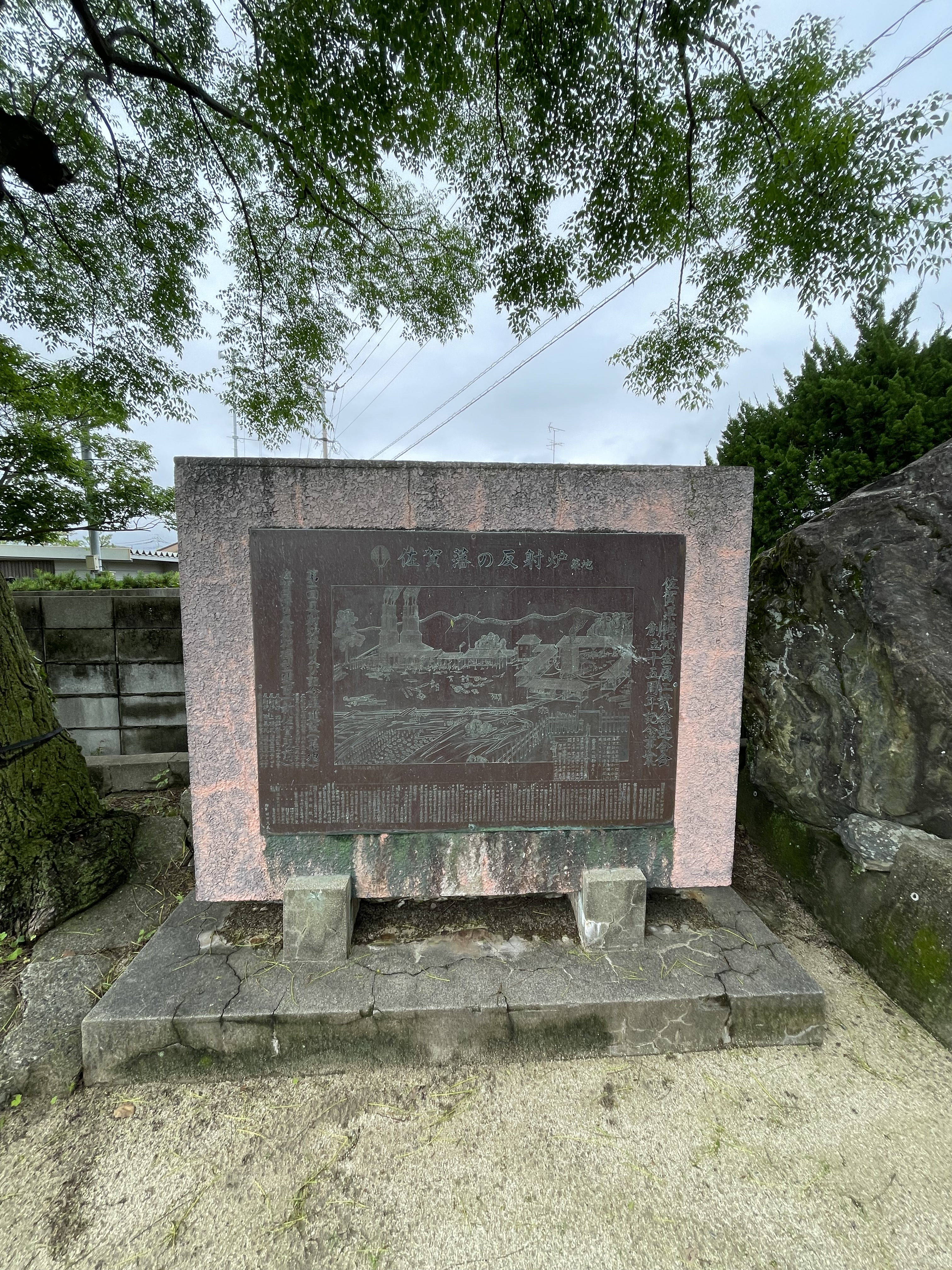
築地反射炉の説明1・日新小学校
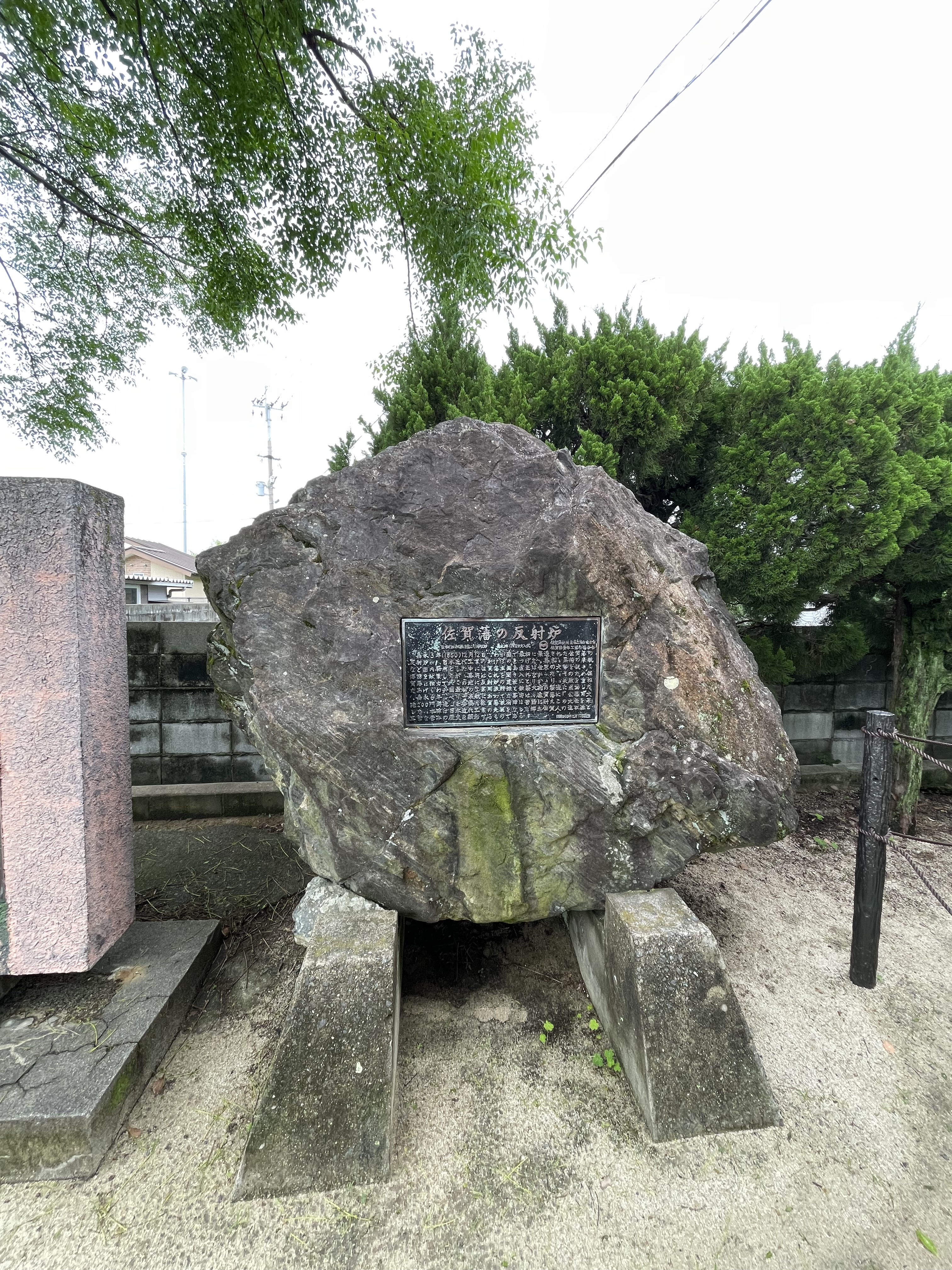
築地反射炉の説明2・日新小学校
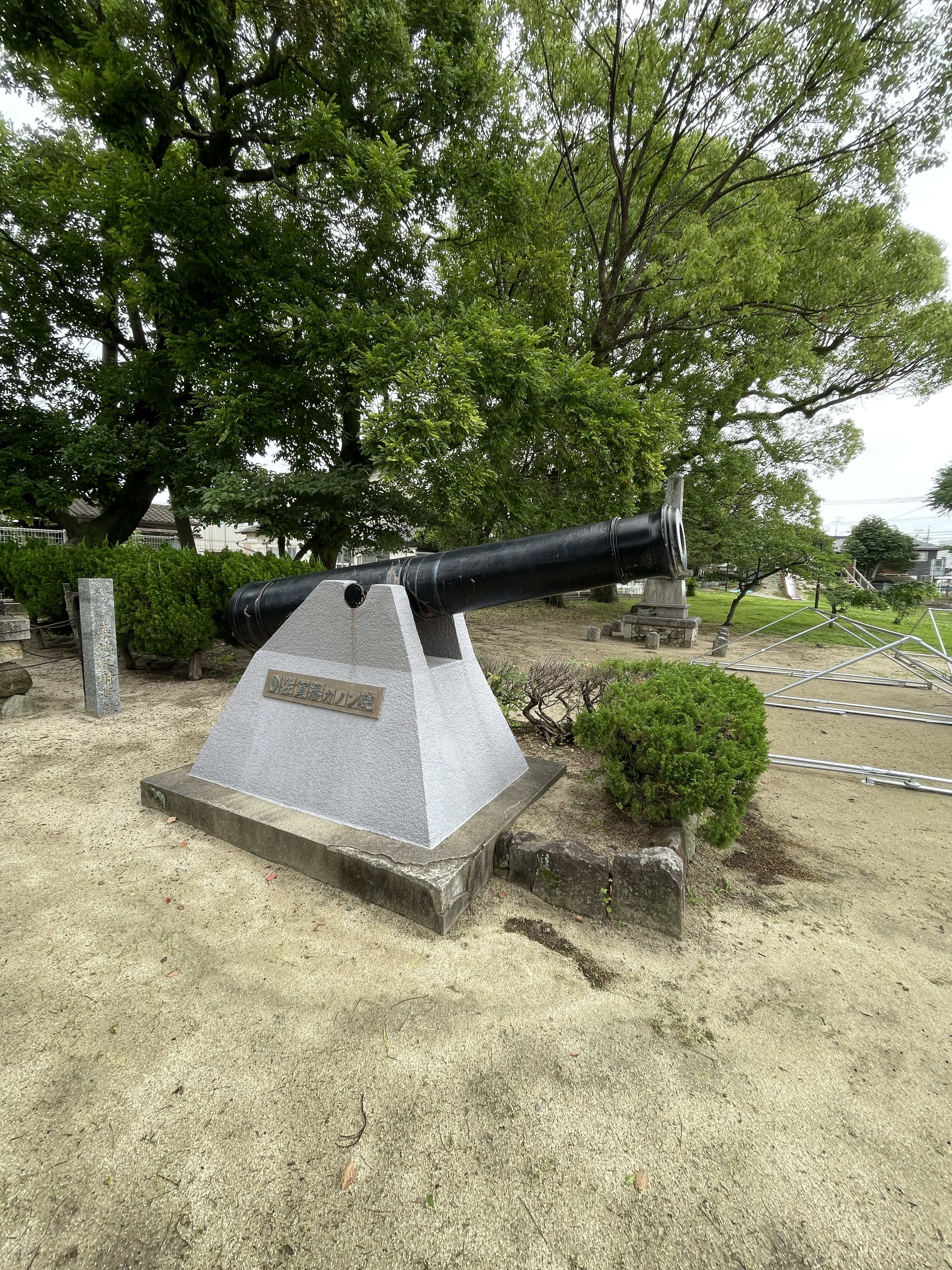
カノン砲・日新小学校
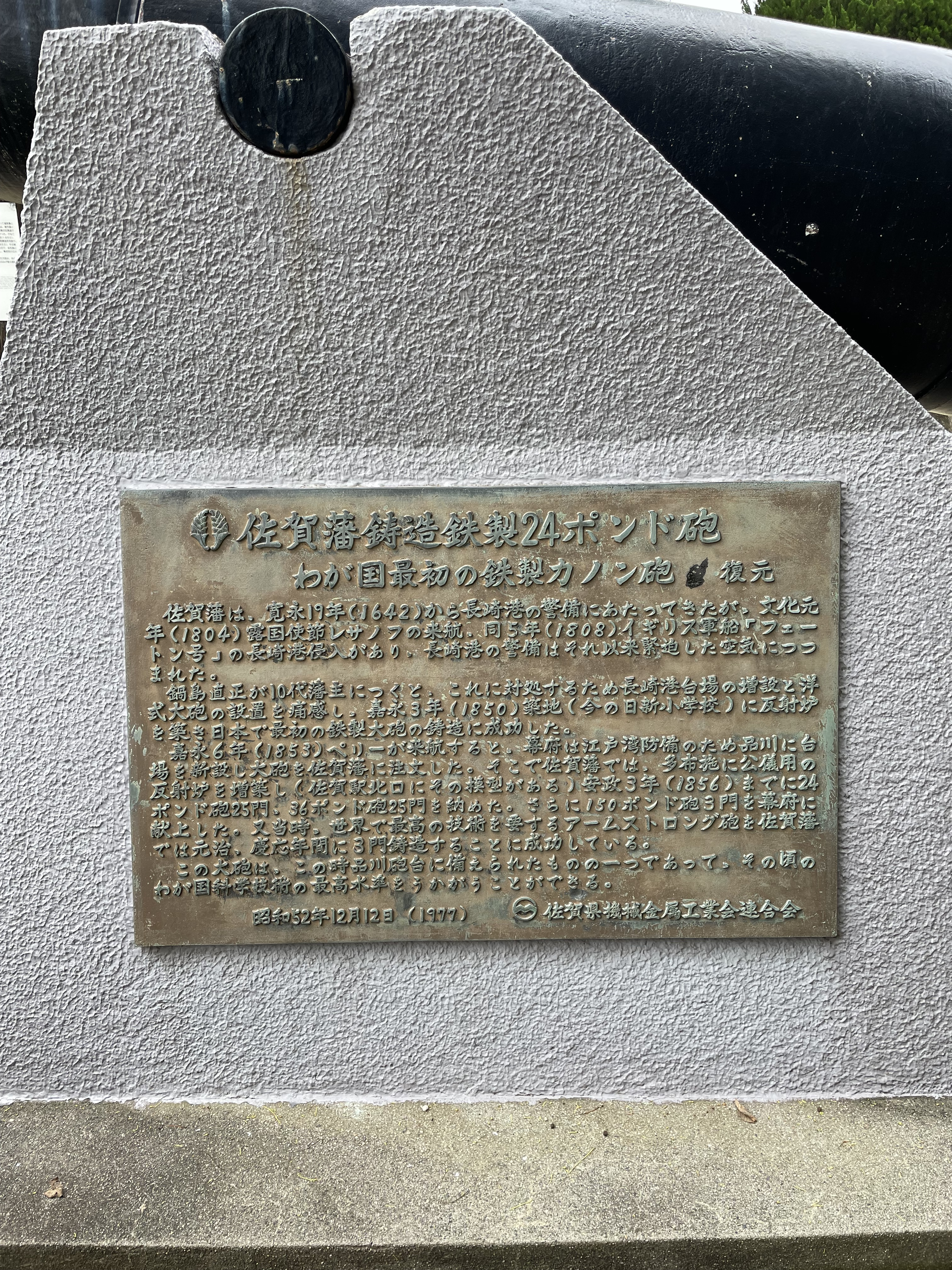
カノン砲の説明・日新小学校

多布施反射炉の跡地は佐賀市伊勢町となり、川沿いの緑地に記念碑が建立された。
また、佐賀駅北口にも反射炉の模型が設置されている。1975年に落成したものだが、2021年竣工の佐賀駅北口リニューアルに際して撤去されている。

### 発掘調査
築地反射炉跡では、2009年に日新小学校北西部の発掘調査で水路跡や耐火煉瓦、甑炉のものと思われる鉄滓の塊を確認したが、反射炉本体の位置は特定できていない。
多布施反射炉跡では、1925年（大正14年）の発掘調査で炉の基礎の一部と推定されるものが見つかっている。1998年から1999年にかけての調査でも、炉本体の耐火煉瓦や大砲の鋳型、鉄滓が出土していた。2010年に行われた発掘調査では、大正期の発掘地点で反射炉1基（西側部分）の基礎を改めて確認し位置を特定するとともに、鋳坪の遺構などを発見した。
2000年代末の調査は、九州・山口の近代化産業遺産群の登録運動があった時期のもの。築地反射炉と多布施反射炉は、幕末佐賀藩の科学技術研究所であった精煉方跡（佐賀市）とともに遺産群の候補となっていた。しかし、調査でも両遺構の全貌を明らかにすることはできず、2012年に佐賀市は近代化産業遺産群への追加を一旦断念している。

## 反射炉まつり・祝砲

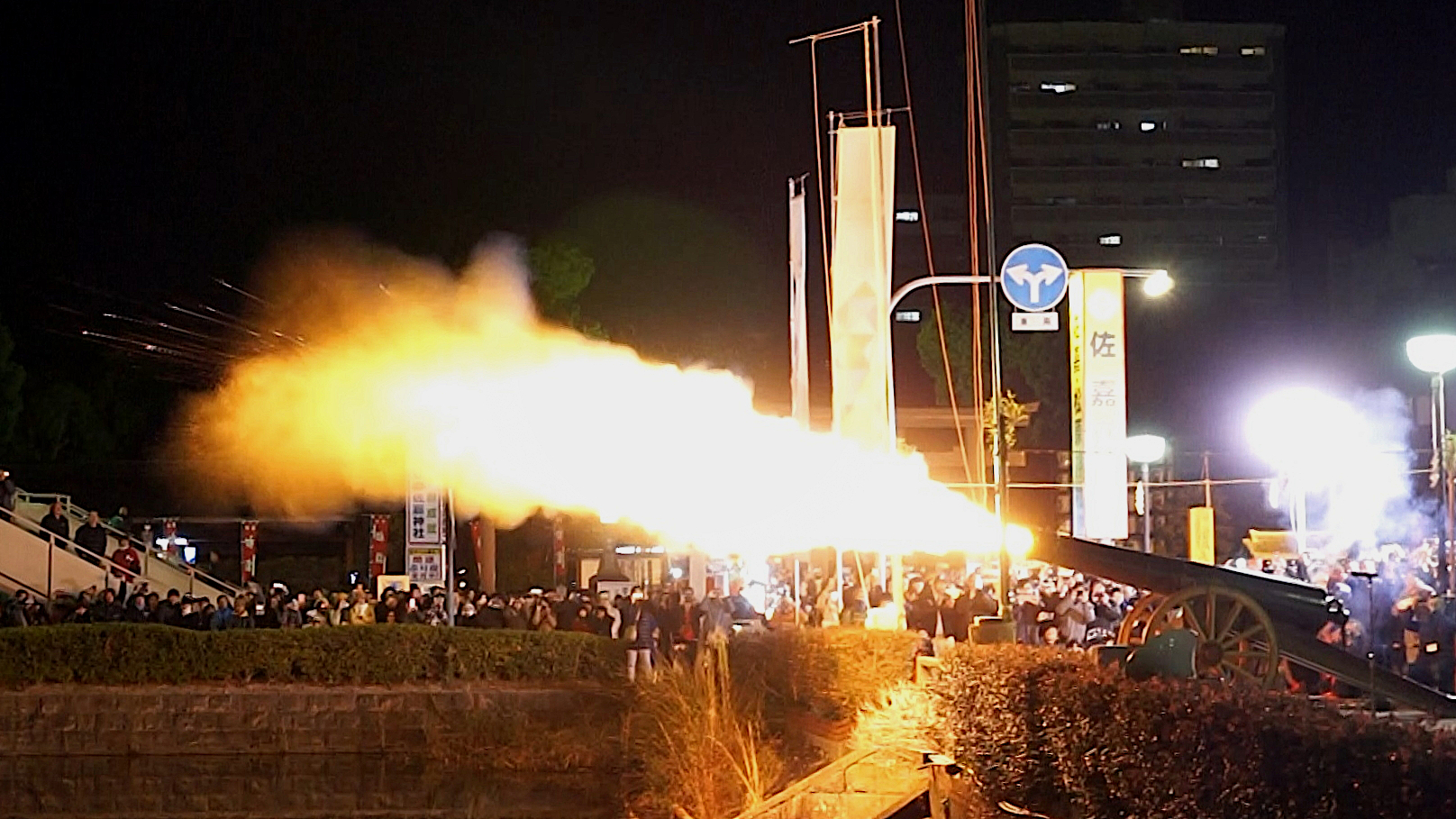
佐嘉神社・カノン砲祝砲神事（2019年正月）

反射炉の功績を称えて、築地反射炉の第1回鋳造が行われた毎年12月12日、佐嘉神社付近で「反射炉まつり」が行われる。まつりでは、祝砲として復元した24ポンドカノン砲の空砲を発射している。1975年に始まった行事で、同年に落成した築地反射炉復元模型を寄贈した佐賀県工業連合会の主催によるもの。
また、毎年年越しの際には佐嘉神社の新年の神事として、午前0時丁度を1発目として計8発、同じ場所で同様に祝砲を発射している。このほか、佐賀城本丸歴史館（佐賀市城内）の開館記念日、反射炉跡地の日新小学校で行われる夏祭りでも、カノン砲の祝砲を発射している。